# 雄鶏と宝石

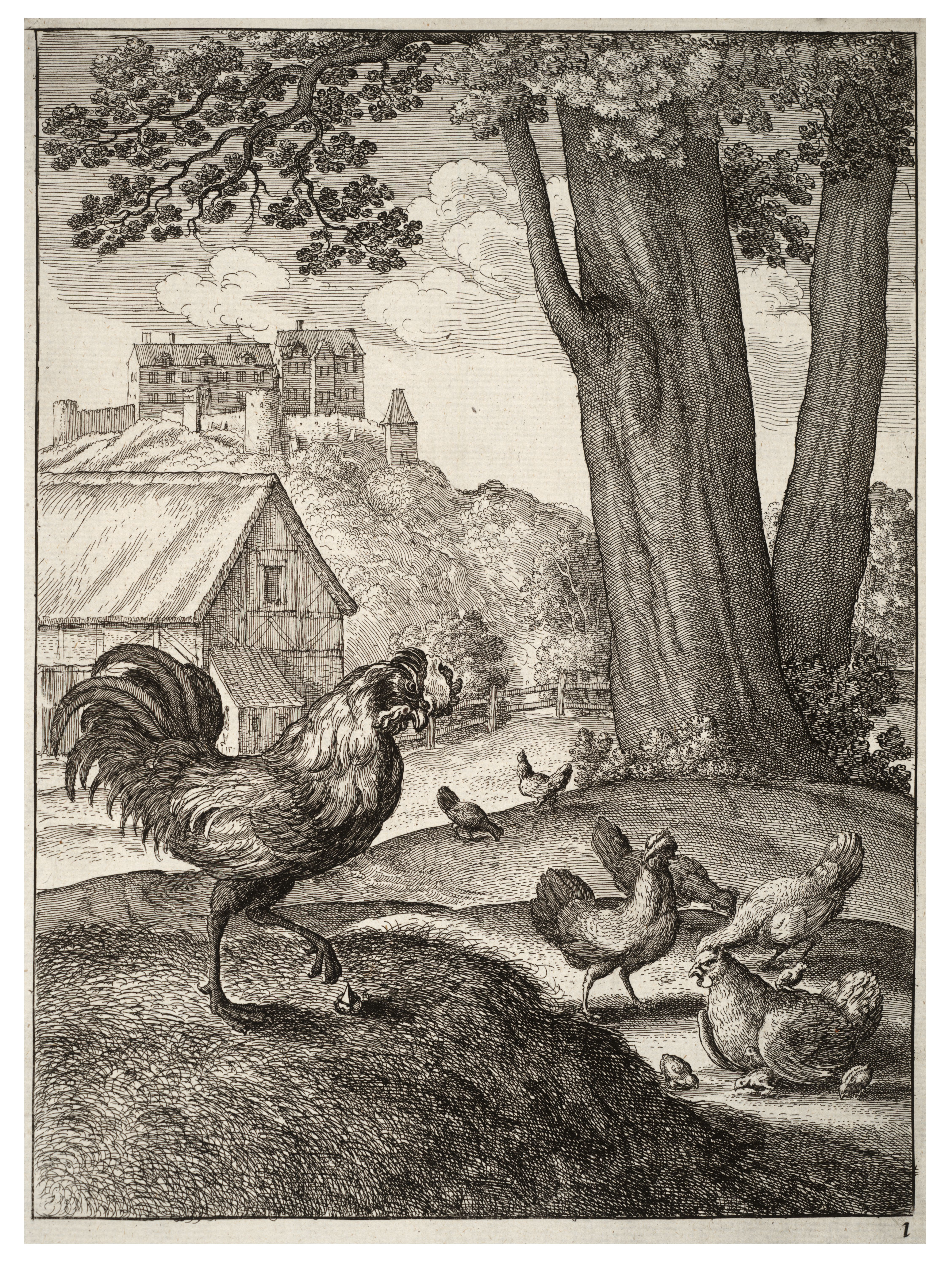
雄鶏と宝石

「雄鶏と宝石」（おんどりとほうせき）は、イソップ寓話のひとつ。ペリー・インデックス503番。
ストーリーは非常に短い。

## あらすじ
雄鶏は、何か食べるものはないかと土をひっかいていた。そのとき、偶然に宝石を見つけた。雄鶏は言った。「ほうっ！落とし主がこれを見つけたらさぞ喜ぶだろうな。でも俺にとっては、世界中の宝石よりも麦一粒のほうがずっと大切さ。」

## 教訓
愚かな人間は寓話を聞いてもその意味を悟ることができず、無駄である:214。